# 蒙特卡梅隆市 (特魯希略州)

蒙特卡梅隆市（西班牙語：Municipio Monte Carmelo），是委內瑞拉的一個市，位於該國西部特魯希略州，首府設於蒙特卡爾梅洛，面積386平方公里，海拔高度940米，2001年人口13,350，人口密度每平方公里34.59人。